# Claire Garguier
 (mars 2025).
Motif : absence de sources secondaires centrées
- Archive Wikiwix
- Bing
- Cairn
- DuckDuckGo
- E. Universalis
- Gallica
- Google
- G. Books
- G. News
- G. Scholar
- Persée
- Qwant
- (zh) Baidu
- (ru) Yandex
- (wd) trouver des œuvres sur Wikidata

| 1. | Préciser le motif de la pose du bandeau. | Précisez le motif de la pose du bandeau en utilisant la syntaxe suivante : {{admissibilité à vérifier\|date=août 2025\|motif=remplacez ce texte par le motif}}                       |
| 2. | Informer les utilisateurs concernés.     | Pensez à avertir le créateur de l'article, par exemple, en insérant le code ci-dessous sur sa page de discussion : {{subst:avertissement admissibilité à vérifier\|Claire Garguier}} |

 (septembre 2016).
Si vous disposez d'ouvrages ou d'articles de référence ou si vous connaissez des sites web de qualité traitant du thème abordé ici, merci de compléter l'article en donnant les références utiles à sa vérifiabilité et en les liant à la section « Notes et références ».
Pour les articles homonymes, voir Garguier.
Claire Garguier est une comédienne et animatrice sourde française, née le 3 décembre 1970 à Créteil.

## Biographie
Claire Garguier est née le 3 décembre 1970 à Créteil (Val-de-Marne). Sa sœur aînée est née le 5 décembre 1969. Son frère cadet naîtra le 5 décembre 1971.
Toute sa famille est entendante. Sa mère remarque ses difficultés en cours dans une école spécialisée, un enseignement « oral » alors qu'elle ne comprend que la langue des signes qui lui permet d'être plus à l'aise dans l'apprentissage.[incompréhensible].
En 1979, toute la famille se rend à l'aéroport de Paris-Orly. Claire pense partir en vacances. Dans l'aéroport, elle découvre une petite foule qui communique en langue des signes. Ses parents ont prévu de partir un voyage avec ce groupe pour Washington, visiter l'université Gallaudet : une  institution d'enseignement supérieur destinée aux sourds, unique au monde.
Dans ce groupe, elle rencontre la future comédienne Emmanuelle Laborit ainsi que les futurs animateurs Daniel Abbou, Marie-Thérèse L'Huillier et l'écrivain André Minguy.
Claire est l'une des enfants du Réveil Sourd.
Elle participera à l'International Visual Theatre de 1980 au 2002. Elle en est présidente actuellement.
Elle est volontaire depuis 1989 à l'association groupe sourd d'AIDES. Depuis 2014, elle en est responsable.
Entre 1996 et 2003, elle a séjourné en Guyane française. Elle était secrétaire bénévole de l'association GUYASOURD.
En 2001, elle est Formatrice Animatrice de LSF Chez APADAG pour 3 ans. Elle va à Cayenne et Saint-Laurent du Maroni en Guyane Française pour rencontrer des parents, professeurs, et enfants sourds.
De 1997 à 2002, elle a animé des émissions Les Yeux pour entendre, les mains pour parler à RFO Guyane, diffusées tous les samedis, pendant 10 minutes, en Guyane.
De 1999 à 2013, elle est gérante de la SARL « Deux mains », qui fait de la conception et production de dvds comme :  Signe moi un conte, Un fantôme, Mille et une nuit, Fable de la fontaine, Jeu de l'oie histoire des sourds. La SARL édite un livre : Le dernier des sourds. Et enfin  des cédéroms : J'apprends le français avec la LSF, J'apprends l'anglais avec LSF...
Elle rentre en métropole en juillet 2003. Elle travaille à « L’œil et la Main » comme traductrice et enquêtrice.
Depuis 2008, elle est chargée de médiation et d'accessibilité à la bibliothèque des sciences et de l'industrie, à la cité des sciences et de l'industrie, Paris 19e.
En 1999, elle a reçu le prix des Mains d'Or de la meilleure comédienne espoir par l'Académie de la langue des signes française.

### Famille
Claire Garguier a deux enfants entendants.

## Filmographie

### Films
- 1989 : La Nuit miraculeuse d'Ariane Mnouchkine, avec Emmanuelle Laborit et Bruno Moncelle.
- 1992 : Le Pays des sourds de Nicolas Philibert
- 1994 : The finger de Pierre-Louis Levacher
- 1995 : Sourd à l'image de Brigitte Lemaine
- 1996 : trois petits tours et puis s’en vont… de Pierre-Louis Levacher
- 1996 : Ridicule de Patrice Leconte
- 1998 : La Clé des étoiles de Pierre-Louis Levacher

### Téléfilms
- 1992 : Être égaré dans 2 mondes de David de Keyzer
- 2008 : Dans la peau d'un Sourd de Sandrine Herman

### Séries télévisées
- 1995 : Commissaire Moulin d'Yves Rénier (saison 4, épisode 4 : Illégitime Défense)
- 1997 à 2002 : LANMIN POU PALE, KOUT WEY Présentatrice de l’émission en Langue des Signes , RFO en Guyane française.

## Théâtre
- 1981 : Voyage au bout du métro de Ralph Robbins, avec Emmanuelle Laborit, Laurent Valo et Sophie Marchand de Ralph Robbin, IVT, Vincennes.
- 1982 : Arlequin et Colombine Comédienne dans une pantomime  d’Emmanuel Dumartin.
- 1987 : Le Jour et la nuit de Philippe Laborit, sketche de théâtre avec Emanuelle Laborit.
- 1988 : Les Mains de Philippe Laborit, sketche de théâtre avec Emmanuelle Laborit.
- 1990 : Le Malade imaginaire de Philippe Galant.
- 1993 : Hanna de Levent Beskardes
- 1994 : Des yeux pour entendre avec Gilles et Corinne Biot.
- 2002 : Hanna à Deaf Way II de Levent Beskardes

## Distinctions

### Récompenses
- Mains d'Or 1999 : Meilleure comédienne espoir